# Clearwater (fiume)
Il Clearwater (in lingua inglese Clearwater River) è un fiume che scorre a nord dell'Idaho nel nord-ovest degli Stati Uniti ed è un affluente dello Snake.

## Geografia
Ha un corso di 119 km e venne esplorato dalla spedizione di Lewis e Clark agli inizi del XIX secolo.
La diga Dworshak venne costruita sul fiume Clearwater nei primi anni 1970.
Il confine tra gli Stati di Washington e Idaho è stato definito dal meridiano passante per la confluenza del fiume Clearwater e dello Snake, nei pressi di Lewiston.